# Operacja Linda Nchi
Operacja Linda Nchi – operacja wojskowa rozpoczęta 16 października 2011 roku, gdy kenijskie wojska wkroczyły na teren Somalii celem wsparcia wojska centralnego z Mogadiszu w walce z terrorystycznym ugrupowaniem Asz-Szabab, które kontrolowało południe kraju. Operacji wojsk kenijskich nadano kryptonim Linda Nchi (ochrona kraju) i trwała ona do 2 czerwca 2012, kiedy wojska kenijskie wcielone zostały w skład międzynarodowych sił pokojowych AMISOM pod egidą Unii Afrykańskiej.

## Tło i przyczyny interwencji
W latach 2006-2008 w Somalii interweniowały wojska etiopskie, które doprowadziły do obalenia ówczesnego rządu. Do władzy doszła Unia Trybunałów Islamskich z Szarifem Szajhem Ahmedem na czele. Kiedy został on w styczniu 2009 zaprzysiężony na prezydenta, w lutym radykalne ugrupowania islamistyczne wypowiedziały mu wojnę. Od tego momentu trwały ciężkie walki pomiędzy somalijskimi frakcjami klanowymi, pogrążające upadłe państwo w coraz większym chaosie.
Bezpośrednią przyczyną interwencji było porwanie 13 października 2011 przez Asz-Szabab na terytorium Kenii dwóch hiszpańskich działaczek humanitarnych organizacji Lekarze bez Granic. Już wcześniej somalijscy rebelianci porywali w Kenii obcokrajowców. 11 września na archipelagu Lamu w ręce porywaczy trafiła 56-letnia Brytyjka, a 1 października w tym samym regionie uprowadzona została 66-letnia Francuzka.
Faktycznie wojska kenijskie chciały unicestwić radykalną bojówkę Asz-Szabab, która miała swój bastion na południu Somalii, gdzie centralne wojska Mogadiszu nie miały żadnej kontroli. Islamiści zagrażali także państwu kenijskiemu, dokonując w przeszłości kilku zbrojnych rajdów na jego terytorium.

## Przebieg
Po rozpoczęciu interwencji 16 października nad terenem przygranicznym krążyły samoloty i śmigłowce, które zbombardowały dwie bazy rebeliantów. Rebelianci ogłosili, że Kenia pogwałciła prawa terytorialne Somalii i wezwali Somalijczyków do obrony kraju. Podczas misji z powodów technicznych o godz. 19:55 spadł na ziemię helikopter Harbin Z-9. Zginęło pięciu żołnierzy kenijskich. Pierwszego dnia wojska kenijskie zapuściły się 100 km w głąb Somalii.
17 października wojsko somalijskie przy wsparciu kenijskim z powietrza odbiło miasto Qoqani ok. 100 km od granicy z Kenią.
18 października do Mogadiszu przybyli kenijscy ministrowie. Eksplodował tam wówczas samochód-pułapka. Zginęły cztery osoby, 15 odniosło obrażenia. W nalotach w południowej Somalii zginęło 73 rebeliantów.
19 października kenijskie czołgi po zajęciu Elwak, podjechały pod miasto Busar w regionie Gedo, które zostało oblężone.
20 października lotnictwo kenijskie zbombardowało miasto Ras Kamboni, po czym zostało ono zdobyte przez brygady Raskamboni, lojalne wobec władz centralnych. Po tym brygady te skierowały się na Afmadow.
21 października Kenijczycy zabezpieczyli miasta Kolboi, Oddo oraz Burgavo. Rebelianci w zasadzce pod Afmadow zabili dwóch żołnierzy kenijskich.
22 października Kenia zbombardowała Munarani, natomiast wojsko somalijskie weszło do Taabta i Hayo.
23 października według władz kenijskich do operacji przyłączyła się francuska marynarka wojenna, która miała ostrzelać wybrzeża somalijskie, kontrolowane przez rebeliantów. Także lotnictwo amerykańskie miało wykonywać loty rozpoznawcze, oraz według niepotwierdzonych informacji, nalotów na pozycje rebeliantów. Pojawiły się też informacje, iż USA utrzymuje w Etiopii bazy dla swych samolotów bezzałogowych, wykorzystywanych w kampanii antyterrorystycznej w Jemenie i Somalii. Oba te kraje nie potwierdziły militarnego zaangażowania w operacji.
24 października bojownicy Asz-Szabab zorganizowali dwa zamachy w kenijskiej stolicy – Nairobi. W miejscowej dyskotece odpalono granat F-1. Wieczorem na przystanku autobusowym wybuchła bomba – zginęła jedna osoba, osiem odniosło rany. Tymczasem wojsko somalijsko-kenijskie zmierzało ku miastu Afmadow, z zamiarem przejęcia miasta Kismaju – bastionu rebeliantów. Miasto to zostało zbombardowane z powietrza. Wojska sojusznicze zdobyły oblegane miasto Busar.
27 października o godz. 11:30 niezidentyfikowani sprawcy zastrzelili cztery osoby poruszające się samochodem w przygranicznym kenijskim mieście Mandera. Według władz kenijskich, za atakiem stało ugrupowanie Asz-Szabab.
28 października konwój wojsk kenijskich został napadnięty przez bojowników Asz-Szabab pomiędzy miastami Tabda i Bilis Qoqani w południowej Somalii. Wymiana ognia pomiędzy napadniętymi a rebeliantami trwała 30 minut. Według danych kenijskiej armii w walce zginęło dziewięciu bojowników Asz-Szabab, natomiast dwóch żołnierzy Kenii zostało rannych. Asz-Szabab zanegowało te dane, twierdząc, że zabili 20 żołnierzy Kenii.
31 października, lotnictwo kenijskie zbombardowało miasto Jilib, zabijając 5 cywilów i raniąc 45. Z kolei według strony kenijskiej zaatakowano obóz rebeliantów i zabito 10 bojowników, a 47 odniosło obrażenia. Nalot spowodował protesty miejscowej ludności, którzy wznosili antykenijskie hasła.
31 października żołnierze somalijscy zabili 10 rebeliantów podczas walk pod wioską Elwak. Armia zajęła port Burgabo, 140 km od Kismaju.
Kenijskie dowództwo za pomocą Twittera ogłosiło 1 listopada plany ataku na 9 somalijskich miast – Baidoa, Baadheere, Dinsur, Afgoye, Bwale, Barawe, Jilib, Kismaju i Afmadow. Wszystkie te miasta były kontrolowane przez Asz-Szabab.
2 listopada wojsko kenijskie odparło atak rebeliantów, zabijając 36 z nich. Policja kenijska zabezpieczyła ponadto w obozie dla uchodźców w Dadaab cztery karabiny szturmowe AK-47, 16 magazynków i 477 nabojów. Broń ta była używana przez rebeliantów podczas napadów na pracowników organizacji humanitarnych. Również 2 listopada o godz. 17:00 kenijska marynarka wojenna zatopiła łódź z bojownikami. Zginęło 18 Szebabów. W mieście Dobley bojownicy Asz-Szabab zastawili zasadzkę na Kenijczyków. Za pomocą granatników przeciwpancernych RPG zniszczyli trzy pojazdy wojskowe.
3 listopada rzecznik wojska kenijskiego Emmanuel Chirchir ostrzegł za pomocą Twittera kupców z Kenii i Somalii, by nie sprzedawali osłów członkom Asz-Szabab, gdyż wykorzystują oni te zwierzęta do transportu jucznego broni. Wojska sojusznicze tego dnia zdobyły bazy rebeliantów w regionie Gedo między miastami Elwak, Beled Hawo i Garbahaarey. Inne bazy zostały „zabezpieczone” w miastach Gadon-dawe, Khadijo-Hajji, El-Adde i El-Gudud.
4 listopada o godz. 2:00 kenijska marynarka wojenna zatopiła w pobliżu Ras Kamboni łódź transportującą bojowników.
7 listopada rebelianci zaatakowali pozycje wojska somalijskie i policję kenijską pod Elwak. Obrońcy miasta odpowiedzieli ogniem, zabijając dwóch Szebabów, którzy się po tym wycofali.
8 listopada sojusznicze wojska rozpoczęły przeszukiwania domów w miastach Ras Kamboni, Munarani, Burgavo, Taabta, Qoqani, Dobley, Busar i Jilib w celu zatrzymywania rebeliantów. Ponadto wojska zaapelowały do międzynarodowych organizacji pomocowych o rozpoczęcie operacji humanitarnej.
9 listopada w nocy grupa 30 rebeliantów zaatakowała posterunek policyjny pod Elwak. Siły bezpieczeństwa odparły atak.
Brygada Ras Kamboni zaatakowała 11 listopada bazę rebeliantów pod Afmadow. Po wielogodzinnych walkach rebelianci zostali pokonani. Zginęło 3 bojowników. Jednocześnie do sześciogodzinnych walk doszło pod Qoqani i Taabta. Obie strony ogłosiły zwycięstwo.
12 listopada wojsko kenijskie namierzyło i zniszczyło obóz rebeliantów pod Elwak. Zabito 9 terrorystów, 4 aresztowano, zabezpieczono znalezioną tam broń.
14 listopada rebelianci zorganizowali pod Qoqani zasadzkę na konwój żołnierzy kenijskich jadący z Dobley. Zginęły dwie osoby, 10 odniosło rany.
16 listopada pod miastem Busar doszło do ciężkich walk między rebeliantami i wojskami somalijskimi. Armia zniszczyła bazy Kura Lafole i Sadehda Jirod. W starciu zginęło 27 osób.
Cztery osoby zginęły 17 listopada, kiedy brygady Ras Kamboni zaatakowały bazy rebeliantów pod Kolboi.
18 listopada 400 żołnierzy, śmigłowce i lekkie samoloty przybyły do Liboi, wzmacniając kenijskie wojska w Somalii. Armia czyniła przygotowania na szturm na miasto Afmadow. Armia somalijska zaatakowała i zdobyła bazę Szebabów w Jalabo, 13 km od Afmadow. W walkach zginęło trzech żołnierzy.
19 listopada na trójstyku Somalii, Kenii i Etiopii w Manderze granicę przekroczyło 28 ciężarówek i pojazdów opancerzonych z etiopskimi żołnierzami. Etiopczycy wjechali także w głąb Somalii oprócz regionu Gedo w Galgududzie i Hiraan. Tego samego dnia policja kenijska aresztowała 60 podejrzanych o współpracę z Asz-Szabab osób.
20 listopada w zasadzce pod Qoqani zginęło sześciu żołnierzy somalijskich, a dziewięciu zostało rannych.
Kenijskie siły powietrzne zbombardowały obozy treningowe rebeliantów w Hola Wajeer i Badhadhe. Cztery osoby zginęły w walkach z 21 listopada w wiosce Heyn nieopodal Afmadow między rebeliantami a armią somalijską.
22 listopada kenijskie odrzutowce zrzuciły bomby na wioskę Yaqle zajętą przez rebeliantów. W ataku zginął jeden cywil. Strona kenijska nie wzięła na siebie odpowiedzialności za atak. Dzień później celem kenijskiego lotnictwa stały się bazy w Badhadhe. Zginęło ośmiu rebeliantów.
24 listopada połączone armie somalijska i kenijska zaatakowały bazy rebeliantów między miastami Hawino i Taabta. Żołnierzy na lądzie wspomogło lotnictwo. W operacji zginęło trzech bojowników.
26 listopada rebelianci zaatakowali posterunek policji w Manderze. Napastnicy przechwycili spore ilości amunicji i uciekli z miejsca zdarzenia. 28 listopada lotnictwo kenijskie zbombardowało pozycje ekstremistów w Wamaitho and Kisim. Zginęło 10 Szebabów.
2 grudnia zbombardowano obozy treningowe rebeliantów w Adde pod Bardhere w regionie Gedo. Somalijskie wojska starły się z Szebabami w Hayo pod Afmadow i Busar w Gedo. 3 grudnia Szebabowie zajęli bazę wojskową pod Afmadow, z której wykradli broń i 11 samochodów Toyota Land Cruiser. Nalot z 7 grudnia zniszczył zajętą bazę. W akcji kenijskiej marynarki wojenne u wybrzeży Kudha zginęło pięciu rebeliantów.
W nalocie na miasto Hosingow z 21 grudnia zginęło 14 rebeliantów. W nalotach kenijskich sił powietrznych na miasto Badhadhe i Kolbio w północnej Kenii 24 grudnia, zginęło nawet 200 Szebabów. 28 grudnia w nalotach na bazy w Burgabo zginęło 10 Szebabów.
W marcu 2012 kenijski pułkownik Cyrus Oguna orzekł, iż operacja Linda Nichi dobiegała końca. Od rozpoczęcia interwencji armia kenijska spacyfikowała południe Somalii i przejęła kontrolę nad 20 miastami. 31 maja 2012 wojska zagraniczne wraz z somalijskim zajęło miasto Afmadow na południu kraju. 2 czerwca 2012 wojska kenijskie weszły w skład sił AMISOM na mocy porozumienia Unii Afrykańskiej z kenijskim Ministerstwem Obrony. Tym samym zakończyła się operacja Linda Nichi.

## Stanowiska stron

### Kenia
Przed opisywaną interwencją Kenia nie angażowała się aktywnie w sprawy somalijskie. Mimo tego somalijscy rebelianci zagrażali także państwu kenijskiemu, dokonując w przeszłości kilku zbrojnych rajdów na jego terytorium. Zdaniem obserwatorów, wojsko kenijskie było niedoświadczone w bojach, w wątpliwość podano także zdolność do czynności wymaganych działań logistycznych.
W toku operacji na południu Somalii, 17 listopada Kenia zaoferowała swój udział w kontyngencie AMISOM, który stacjonował w Mogadiszu. Dowództwo kenijskie ogłosiło gotowość wysłania 1000 żołnierzy.
18 listopada kenijski rząd zwrócił się do USA z prośbą o dostarczanie wywiadowczych informacji o somalijskich rebeliantach i wsparcie logistyczne dla wojsk walczących na południu Somalii.

### Somalia
18 października prezydent Somalii Szarif Szajh Ahmed przyjął w Mogadiszu delegację z Kenii i wyraził chęć współpracy z południowym sąsiadem. 27 października premier Somalii Abdiweli Mohamed Ali zaprzeczył umowie między rządem somalijskim a władzami kenijskimi. Jednak na konferencji prasowej z 31 października potwierdził współpracę z armią kenijską.

### Francja, USA
Według władz kenijskich do operacji przyłączyła się francuska marynarka wojenna, która miała ostrzelać wybrzeża somalijskie, kontrolowane przez rebeliantów. Także lotnictwo amerykańskie miało dokonywać loty rozpoznawcze, a także według niepotwierdzonych informacji, nalotów na pozycje rebeliantów. Pojawiły się też informacje, iż USA utrzymuje w Etiopii bazy dla swych samolotów bezzałogowych, wykorzystywanych w kampanii antyterrorystycznej w Jemenie i Somalii. Oba te kraje nie potwierdziły militarnego zaangażowania w operacji. Strona francuska potwierdziła jedynie, iż transportowała sprzęt wojskowy dla armii kenijskiej.

### Asz-Szabab
Rebelianci z Asz-Szabab, którzy kontrolowali całą południową Somalię byli głównym celem operacji. Zaprzeczyli porwania pracownic organizacji humanitarnych, co było bezpośrednią przyczyną inwazji. Zagrozili Kenii przeniesieniem walk na ich terytorium, jeżeli nie wycofa się z ziem somalijskich. Rebelianci ogłosili, że Kenia pogwałciła prawa terytorialne Somalii i wezwali Somalijczyków do obrony kraju Po pierwszych nalotach kenijskiego lotnictwa, rebelianci stwierdzili, iż znacznie po nich ucierpiała infrastruktura oraz ataki niosły za sobą ofiary cywilne. Ugrupowanie było wspierane przez Erytreę.

### Erytrea
Na początku listopada 2011, ONZ oskarżyła Erytreę o to, iż wysłała dwa samoloty do Somalii z zaopatrzeniem wojskowym dla rebeliantów. Minister spraw zagranicznych Erytrei wydał komunikat prasowy, odrzucając zarzuty i zasugerował, że raporty były częścią kampanii dezinformacji z zamierzonym skutkiem dyskredytacji Erytrei.

### Międzynarodowe
21 października doszło w Addis Abebie do spotkania Międzyrządowego Organu ds. Rozwoju (IGAD) zrzeszającego kraje Rogu Afryki, podczas którego władze Etiopii ogłosiły, iż mogą przystąpić do kampanii wojskowej, by przyczynić się do ostatecznego wyeliminowania Asz-Szabab.
29 października, na szczycie szefów Wspólnoty Szefów Rządów w Perth, prezydent Rwandy Paul Kagame, prezydent RPA Jacob Zuma obiecali wsparcie dla misji, po tym jak prezydent Kenii Mwai Kibaki poinformował ich o wspólnych działaniach z somalijskim rządem. Prezydent Tanzanii Jakaya Kikwete obiecał wsparcie dla regionalnych, kontynentalnych i międzynarodowych organów stawiających na stabilizację Rogu Afryki.
14 listopada, premier Izraela Binjamin Netanjahu, zgodził się wysłać do Kenii sprzęt wojskowy, który miał zostać wykorzystany podczas walki z Szebabami. Do podpisania umowy wojskowej między tymi krajami doszło podczas wizyty premiera Kenii Raili Odingi w Izraelu.
25 listopada Międzyrządowy Organu ds. Rozwoju wezwał Etiopię podczas szczytu w Addis Abebie do wsparcia operacji kenijskiej w Somalii. Wojska etiopskie wkroczyły do Somalii 19 listopada, jednak do czasu spotkania w etiopskiej stolicy, nie podjęli działań.

## Skutki operacji
Inwazja zakończyła się rozbiciem struktur rebeliantów na zajmowanych pozycjach i umocnienie się rządu centralnego na południu Somalii. 2 czerwca 2012 wojska kenijskie wcielone zostały w skład międzynarodowych sił pokojowych AMISOM działających pod egidą Unii Afrykańskiej. Efektem operacji na ziemi somalijskiej były liczne odwetowe ataki z użyciem najczęściej granatników w miejscach publicznych w kenijskich miastach. Najbardziej krwawym odwetem za obecność kenijskich żołnierzy w Somalii było oblężenie na centrum handlowego Westgate Mall w Nairobi w dniach 21-24 września 2013, w wyniku którego zginęło 67 osób.